# کدن
بر پایه استاندارد ای۲۵۰ ای‌اس‌تی‌ام بین‌الملل، کُدِن یک بیبکد شش شماره‌ای بر پایه حروف الفبا است که امکان شناسایی آسان، یگانه، و بدون پیچیدگی را برای نشریه‌های ادواری و غیر ادواری در همه زمینه‌ها فراهم می‌کند.
کُدِن به ویژه در جامعه علمی به عنوان سامانه استناد برای نشریه‌های ادواری استناد شده درباره شیمی و امور فنی، و همچنین به عنوان ابزار جستجویی در برگه‌دان‌ها استفاده می‌شود.

## تاریخ
کُدِن توسط چارلز بیشاپ در نهاد پژوهشی بیماری‌های مزمن در دانشگاه ایالتی نیویورک در بافلو ساخته شد. ایده نخست او کمک به یادآوری نشریات در مجموعه منابع مرجع خود بود. بیشاپ، از نخستین حروف واژه‌های عنوان نشریه‌های ادواری، یک کد ساخت که به او در سامان‌دهی نشریه‌های گردآوری شده‌اش کمک کرد. در ۱۹۵۳ (میلادی) او سامانه مستندسازی خود را منتشر کرد که در آغاز، چهار حرف داشت و سپس، جلد کتاب یا شماره مجله و شماره صفحه‌ها به آن افزوده شدند تا منبع و محل دقیق یک مقاله در یک مجله را مشخص کند. در ۱۹۵۷ (میلادی) ویرایش تازه و تغییر یافته کُدِن منتشر شد.
پس از آنکه بیشاپ ۴۰۰۰ کُدِن را طراحی کرد در سال ۱۹۶۱ (میلادی) سامانه ۴ حرفی آن توسط ال.ای. کوئنتزل در ای‌اس‌تی‌ام بین‌الملل توسعه پیدا کرد. او حرف پنجم را به کُدِن افزود. در آغاز عصر اطلاعات، کُدِن به مانند سامانه شناسایی قابل خواندن توسط ماشین برای نشریات ادواری شناخته شد. در چند به‌روزرسانی از ۱۹۶۳ (میلادی) تاکنون، از کُدِن برای عنوان مقاله‌های نشریات ادواری منتشر شده توسط ای‌اس‌تی‌ام بین‌الملل استفاده شد. تا ۱۹۷۴ (میلادی) ۱۲۸،۰۰۰ نشریه با این روش، کدگذاری شدند.
اگر چه خیلی زود و در ۱۹۶۶ (میلادی) مشخص شد که تنها پنج حرف برای همه مقاله‌های نشریات ادواری کافی نیستند اما تا ۱۹۷۲ (میلادی) همچنان در استاندارد ای۲۵۰ ای‌اس‌تی‌ام بین‌الملل از همان سامانه پنچ حرفی استفاده می‌شد. در ۱۹۷۶ (میلادی) استاندارد ای۲۵۰ به شش حرف تغییر کرد.
از ۱۹۷۵ (میلادی) مدیریت و مسئولیت کُدِن به خدمات چکیده‌های شیمی در انجمن شیمی آمریکا واگذار شد. کُدِن به صورت خودکار برای همه نشریات خدمات چکیده‌های شیمی استفاده می‌شود. به درخواست ناشران، خدمات بین‌المللی کُدِن برای نشریات غیر مرتبط با شیمی نیز بکار می‌رود. به همین دلیل ممکن است کُدِن در دیگر پایگاه داده‌ها مانند آرتی‌ئی‌سی‌اس و پیش‌نمایش‌های بایوسیس یا مجله‌ها و رده‌های غیر مرتبط با خدمات بین‌المللی کُدِن نیز استفاده شود.